# Пауль Гульдін
Пауль Гульдін (нім. Paul Guldin; ім'я при народженні — Авакум Гульдін; 12 червня 1577, Мельс — 3 листопада 1643, Ґрац) — швейцарський єзуїт, математик і астроном. Відомий також своєю співпрацею з Йоганном Кеплером і Бонавентурою Кавальєрі.
Поряд з транскрипцією прізвища вченого «Гульдін» у вітчизняній літературі нерідко зустрічалася і транскрипція «Гюльден» — на французький манер.

## Біографія
Пауль (при народженні Авакум) Гульдін народився в селищі Мельс (в ті часи знаходилося на території графства Зарганс — одного з графств Швейцарії, тепер — на території кантону Санкт-Галлен) в протестантській родині єврейського походження. У юнацтві працював ювеліром і торговцем, подорожуючи по різних німецьких містах. У другій половині 1590-х, опинившись у Фрайзінгу, захопився читанням релігійних книг і засумнівався у своїх протестантських поглядах. В результаті цього, в двадцятирічному віці Гульдін прийняв католицизм (взявши при цьому нове ім'я — на честь апостола Павла) і приєднався до ордену єзуїтів у Мюнхені як коад'ютор. Після цього він отримав освіту, ставши спочатку єзуїтом-схоластом, а потім священиком-єзуїтом.
Під час навчання Пауль показав неабиякі математичні здібності. У 1609 році він вступив до Римської єзуїтської колегії, де вивчав математику під керівництвом Христофора Клавіуса, що викладав евклідову геометрію. Клавіус, не будучи великим вченим, був прекрасним вчителем, і під його керівництвом Гульдін зміг добре вивчити математику. У 1617 році він почав викладати математику в Єзуїтській колегії Ґраца, але проблеми зі здоров'ям змусили його припинити читати лекції.
1623 року Гульдін був призначений професором математики Віденського університету. У 1629 році він був посланий Єзуїтським орденом працювати викладачем в єзуїтській гімназії у Загані, заснованій Альбрехтом Валленштейном в 1627 році. Після декількох років роботи в гімназії він повернувся до Відня, де залишався до 1637, після чого знову переїхав до Ґрацу.

## Наукова діяльність
Свою першу статтю Пауль Гульдін опублікував у 1618 році — незабаром після прибуття в Ґрац. У статті «Refutatio elenchi calendarii Gregoriani a Setho Calvisio conscripti» він відстоює пропозицію Клавіуса про календарну реформу.
У 1622 році Гульдін опублікував роботу про центр мас Землі. Він стверджував, що центр ваги будь-якого великого тіла повинен рухатися так, щоб збігтися потім з центром мас Всесвіту. У результаті Гульдін прийшов до висновку, що Земля перебуває в постійному русі.
Найважливіша робота Гульдіна — «Centrobaryca seu de centro gravitatis trium specierum quantitatis continuae», видана в чотирьох томах між 1635 і 1641 роками і відома як трактат «Про центр ваги». У першому томі Гульдін дає визначення центру мас — те, яке він буде використовувати згодом:
|                                                                                       | Центр мас будь-якого обмеженого тіла — точка всередині тіла, на його границі або поза тілом, навколо якої у всіх частин тіла однакові моменти. Будь-яка точка, пряма або площина, що проходить через центр мас, ділить тіло на частини рівної маси. |
| — Centrobaryca seu de centro gravitatis trium specierum quantit atis continuae, том 1 | |

У другому томі трактату (1640) містяться теореми про об'єм і площі поверхні тіла, утвореного обертанням плоскої фігури навколо осі, без спільних точок з віссю, сформульовані у свій час без доведення Паппом Олександрійським. Мова йде про наступні дві теореми, нині їх називають «теоремами Паппа — Гульдіна».
Перша теорема Паппа — Гульдіна. Якщо {\displaystyle l{\ddot {a}}} — довжина замкнутої кривої, а {\displaystyle u} — відстань барицентра кривої від осі {\displaystyle d}, що лежить в одній площині з цією кривою і не перетинає її, то площа {\displaystyle S} поверхні, утвореної обертанням кривої навколо осі {\displaystyle d}, дорівнює добутку на {\displaystyle l} довжину кола, описаного барицентра:
{\displaystyle S=2\pi u\cdot l}
Друга теорема Паппа — Гульдіна. Якщо {\displaystyle S} — площа плоскої фігури, а {\displaystyle u} — відстань барицентра фігури від осі {\displaystyle d}, що лежить в одній площині з фігурою і не перетинає її, то об'єм {\displaystyle V} тіла, утвореного обертанням фігури навколо осі {\displaystyle d}, дорівнює добутку {\displaystyle S} на довжину кола, описаного барицентра:
{\displaystyle V=2\pi u\cdot S}

## Листування з Йоганном Кеплером
Гульдін відомий своїм листуванням з Йоганном Кеплером. На жаль, до наших днів дійшли лише одинадцять листів Кеплера Гульдіну, написані між 1618 і 1628 роками. Кеплер шукав ради з наукових і релігійних питань, а також просив Гульдіна про адміністративну підтримку.
Наприклад, у листі від 30 серпня 1624 року Кеплер (знав, що Гульдін був вельми впливовий при австрійському дворі) попросив його відправити петицію імператорові Фердинанду II, щоб той профінансував видання Рудольфинських таблиць.
Останні два листи Кеплера були присвячені складності переходу Йоганна в католицтво.
Фінанси Йоганна Кеплера майже все його життя були на нулі, і він не міг придбати собі телескоп. Гульдін, щоб допомогти другу, попросив свого товариша — єзуїта Ніколаса Зуччі — зібрати один телескоп і подарував цей телескоп Кеплеру. Той був захоплений подарунком і в листі описував свої дивовижні відкриття, зроблені за допомогою телескопа:
|                 | Його Високопреподобію Отцю Паулю Гульдіні, священику Товариства Ісуса, поважній і вченій людині, коханому патрону. З ким мені ще в даний час обговорювати астрономію, окрім як з Вами … Яким великим задоволенням для мене було вітання з Вашою повагою, доставлене мені членами Вашого Ордена … Я думаю, що Ви повинні отримати від мене перші плоди задоволення, які я отримав, використовуючи Ваш подарунок (телескоп) |
| — Йоганн Кеплер | |

## Публікації
- Refutatio eleuchi calendarii Gregoriani a Setho Caltisio conscripti  (Mayence, 1616, in-4°)
- Paralipomena ad Refutationem; in iisque producuntur viginti et novem exempla paschatum ex Sancto Cyrillo Alexandrino nunquam antea edita
- Problema arithmeticum de rerum combinationibus, quo numerus dictionum seu conjunctionum diversarum quæ ex XXII alphabeti litteris fieri passant indagatur  (Vienne, 1622)
- Problema geographicum de motu terræ ex mutatione centri gravitatis ipsius provenienti  (Vienne, 1622)
- Problema geographicum de discrepantia in numero ac denominatione dierum, quam qui orbem terrarum contrariis viis circumnavigant, et inter se et cum iis qui in eodem loco consistunt, experiuntur  (Vienne, 1633)
- Centrobaryca, seu de centro gravitatis trium specierum quantitatis continuæ libr. IV  (Vienne, 1633—1642, 2 vol. in-fol.)